# Andreas Lidel
Andreas Lidel, anche Liedl, Lidl e Liedel (Vienna, 1740 circa – Londra, 1789 circa), è stato un violista e compositore austriaco.
È stato un compositore e suonatore di viola di bordone e di viola da gamba.
Fu alla corte di Nicola I Esterházy dal 1769 al 1774, dove probabilmente studiò composizione sotto la guida di Joseph Haydn. Visse poi a Londra dal 1778 alla morte.
Le sue composizioni date alle stampe includono soprattutto musica da camera per archi nello stile classico viennese.